# Ankylostomatoza
Ankylostomatoza (ang. ancylostomiasis) – choroba pasożytnicza układu pokarmowego, która jest wywołana przez nicienie z rodzaju Ancylostoma. Choroba ta występuje głównie w klimacie ciepłym oraz wilgotnym. U człowieka pasożytuje w jelicie cienkim tęgoryjec dwunastniczy, którego larwy znajdują się w ziemi. Ankylostomatoza występuje także u zwierząt. Do zarażenia dochodzi głównie poprzez skórę.

## Etiologia

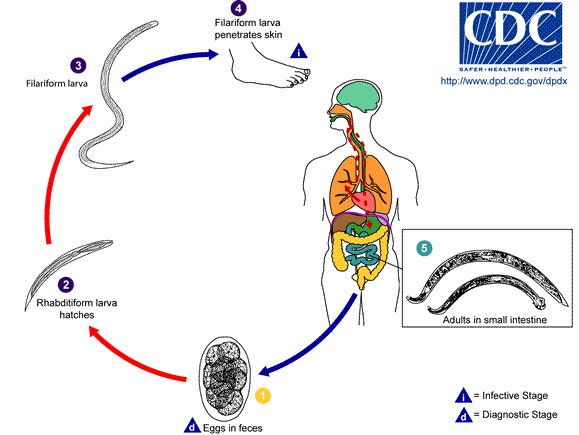
Cykl życiowy tęgoryjca

Chorobę wywołują tęgoryjce dwunastnicy (Ancylostoma duodenale). Człowiek zaraża się larwami tęgoryjca przez kontakt z ziemią zanieczyszczoną larwami. Larwy wnikają przez nieuszkodzoną skórę i z prądem krwi dostają się do błony śluzowej przewodu pokarmowego.

## Objawy i przebieg
Objawy to:
- krwawienia do przewodu pokarmowego
- niedokrwistość
- rzadziej zaburzenia trawienne.